# Nathan Söderblom

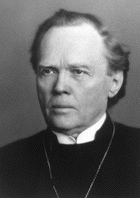
Nathan Söderblom.

Nathan Söderblom tên đầy đủ là Lars Olof Jonathan Söderblom (15.1.1866 – 12.7.1931) là một giáo sĩ Thụy Điển, Tổng Giám mục giáo phận Uppsala thuộc giáo hội quốc giáo Thụy Điển và được tưởng nhớ trong lịch phụng vụ (các thánh) của giáo hội Tin Lành Luther vào ngày 12 tháng 7 hàng năm.

## Cuộc đời và sự nghiệp
Söderblom sinh trong một nông trại gọi là Trönö, ngày nay thuộc thị xã Söderhamn, hạt Gävleborg, (Thụy Điển), con của Jonas Söderblom (sinh năm 1823 ở Söderala) và bà Nikolina Sophie Blûme (sinh năm 1838 ở Strömstad, Göteborg) đến từ Đan Mạch. Ông là con thứ hai trong số 7 anh chị em. Cha của ông là một mục sư sùng đạo, có đức tin mạnh mẽ.
Ông theo học Đại học Uppsala năm 1883. Mặc dù ban đầu ông chưa rõ là mình muốn học ngành gì, nhưng sau đó ông đã quyết định theo bước chân của cha mình. Sau một chuyến du hành sang Hoa Kỳ trở về, ông được thụ phong chức mục sư năm 1893.
Từ năm 1892 tới năm 1893, Söderblom làm phó chủ tịch thứ nhất, rồi chủ tịch Liên đoàn sinh viên Uppsala.
Năm 1912, ông làm giáo sư khoa Tôn giáo tại Đại học Leipzig (Đức). Nhưng ngay năm 1914, ông được chọn làm tổng Giám mục.
Do chức lãnh đạo phong trào Kitô giáo "Life and Work" của ông trong thập niên 1920, ông đã được nhìn nhận là một trong các người chủ chốt đã thành lập phong trào đại kết tôn giáo (ecumenical movement). Ông là bạn thân của Giám mục Anh giáo theo chủ trương đại kết George Bell.
Ông được nhận giải Nobel Hòa bình năm 1930.

## Gia đình
Nathan Söderblom kết hôn với Anna Söderblom (nhũ danh Forsell) ngày 29.4.1894 tại nhà nguyện Ersta, Stockholm. Họ có 12 người con sau đây: 
1. Helge Söderblom, sinh ngày 8.1.1896 tại Paris, từ trần ngày 1.7.1932.
2. Brita Söderblom, sinh 31.12.1896 tại Paris, từ trần 16.1.1989, kết hôn với tổng Giám mục Yngve Brilioth năm 1919.
3. Sven Söderblom, sinh 24.1.1898 tại Paris, từ trần tháng 5/1976.
4. Ingrid Söderblom, sinh 10.2.1899 tại Paris, từ trần 23.10.1900.
5. Staffan Söderblom, sinh 14.7.1900 tại Paris, từ trần 11.12.1985.
6. Lucie Söderblom, sinh 16.1.1902, từ trần 10.12.2002, kết hôn với Giám mục Arvid Runestam năm 1924.
7. Yvonne Söderblom, sinh 30.10.1903, từ trần 8.1.1990, kết hôn với Giám mục Algot Anderberg năm 1929.
8. Jan Söderblom, sinh và chết ngày 24.1.1905.
9. Jon Olof Söderblom, sinh 27.6.1906, từ trần 15.1.1981.
10. Carl Söderblom, sinh 7.4.1908, từ trần 15.2.1967.
11. Lag Söderblom, sinh 4.6.1912, từ trần 14.3.1989.
12. Gustaf Söderblom, sinh 6.6.1914 tại Leipzig, từ trần 27.6.1998.